# 还生-NEXT
《还生-NEXT》（韓語：환생-넥스트）是韩国MBC电视台于2005年所放映连续剧，共14集。其讲述了几个人在几世轮回中，发生的爱情故事。

## 登場人物
| 演员   | 现代                                 | 朝鲜                               | 高丽                                 | 日帝                                        | 三国（始元）                         |
| 朴藝珍 | 李秀贤 精神科医生 基范女友，大学同学 | 崔莲花 崔家大小姐 爱慕明真         | 紫云英 高丽妓生 入蒙营暗杀却爱上将军 | 李贞任 诊所护士，新女性 爱上锡虎            | 琴佳人 村中神女 爱慕修伯将军         |
| 張伸瑛 | 姜贞花 话剧演员 地铁偶遇基范         | 李锦英 父亲获罪被崔家所救 成为奴婢 | 阿海 蒙古郡主 爱慕卡沙里             | 徐英淑 锡虎妻，旧女性 舍身暗杀田村          | 睦柳花 睦将军养女 修伯胞妹，爱上修伯 |
| 柳秀荣 | 闵基范 外科医生 地铁偶遇贞花         | 尹明真 儒生 为锦英父上书获罪而死   | 卡沙里 蒙古征东大将军 爱上紫云英     | 琴锡虎 爱国记者 偶遇贞任而相爱              | 秦修伯 将军 爱上胞妹柳花             |
| 李宗秀 | 闵基寿 话剧演员 贞花男友             | 完宝 包袱商人 爱慕锦英             | 金雄瑞 高丽将军 爱慕紫云英           | 田村/金头满 日本特务，朝鲜人 原是贞任家下人 | 睦昭浩 睦将军之子 为父复仇刺杀秦将军 |
| 安奭奐 | 精神科长 常为秀贤开解                | 崔进士 莲花父                      | 蒙古军师                             | 健次 诊所医生，日本人                       | 秦将军 修伯、柳花父                  |
| 金艺玲 | 恩英 话剧院前辈                      | 吴氏夫人 莲花母                    | 鸨母 安排紫云英                      | 修女 帮贞任上学                             | 高夫人 修伯、柳花母                  |

## 外部連結
- MBC （页面存档备份，存于）

| MBC 月火劇                                | MBC 月火劇                                  | MBC 月火劇 |
| ----------------------------------------- | ------------------------------------------- | ---------- |
|                                           | 还生-NEXT （2005年5月16日 - 2005年6月28日） |            |
| 美妙人生 （2005年3月7日 - 2005年4月26日） | 律师们 （2005年7月4日 - 2005年8月23日）     |            |